# Was Gott tut, das ist wohlgetan, BWV 98
Was Gott tut, das ist wohlgetan (BWV 98) ist eine Kirchen-Kantate von Johann Sebastian Bach. Er komponierte sie 1726 in Leipzig für den 21. Sonntag nach Trinitatis und führte sie am 10. November 1726 erstmals auf.

## Geschichte und Worte
Bach komponierte die Kantate 1726 in seinem vierten Amtsjahr in Leipzig für den 21. Sonntag nach Trinitatis. Sie wird seinem 3. Kantatenzyklus zugerechnet. Die vorgeschriebenen Lesungen für den Sonntag waren Eph 6,10–17 , „Ergreift den Harnisch Gottes“, und Joh 4,46–54 , die Heilung des Sohnes eines Königlichen. Die Kantate beginnt mit der ersten Strophe von Samuel Rodigasts Choral Was Gott tut, das ist wohlgetan (1674), doch ist sie keine Choralkantate, anders als zwei weitere Kantaten Bachs, die auf dem vollständigen Choral beruhen, Was Gott tut, das ist wohlgetan, BWV 99 (1723) und Was Gott tut, das ist wohlgetan, BWV 100 (1732). Der Text des Chorals konzentriert sich auf Gottvertrauen, während die beiden Kantaten, die Bach zuvor aus diesem Anlass geschrieben hatte, Ich glaube, lieber Herr, hilf meinem Unglauben! und Aus tiefer Not schrei ich zu dir, BWV 38, beide von Zweifel und Not ausgingen.
Der Textdichter Christoph Birkmann (1703–1771) bezieht sich in allgemeiner Weise auf das Evangelium. Er betont, dass ein Gebet um Rettung erhört wird, so in Satz 4 in Anlehnung an Mt 7,7 , „klopfet an, so wird euch aufgetan“, fortgeführt im abschließenden Satz 5 als Umdichtung von Gen 32,26 , „ich lasse dich nicht, du segnest mich denn“. Dieser Satz ist kein Choral, doch er beginnt genau wie Christian Keymanns Meinen Jesum laß ich nicht (1658).

## Besetzung und Aufbau
Die Kantate ist besetzt mit vier Vokalsolisten, Sopran, Alt, Tenor und Bass, vierstimmigem Chor, zwei Oboen, Taille (Tenor-Oboe), zwei Violinen, Viola, und Basso continuo.
1. Coro: Was Gott tut, das ist wohlgetan
2. Recitativo (Tenor): Ach Gott! wenn wirst du mich einmal
3. Aria (Sopran): Hört, ihr Augen, auf zu weinen
4. Recitativo (Alto): Gott hat ein Herz, das des Erbarmens Überfluß
5. Aria (Bass): Meinen Jesum laß ich nicht

## Musik
Die Kantate ist kammermusikalisch besetzt, wie besonders im Vergleich zu den beiden Choralkantaten auf denselben Choral mit der Melodie von Severus Gastorius auffällt. Im Eingangschor steht dem überwiegend homophonen Satz der Gesangsstimmen, die von den Oboen colla parte verstärkt werden, ein Streichersatz gegenüber, der von der ersten Violine als Obligat-Instrument angeführt wird. Die letzte Zeile ist in freier Polyphonie gesetzt, die in die lange Schlussnote der Melodie hinein fortgeführt wird. Alle Stimmen singen ausgedehnte Melismen auf dem Wort „walten“. Streicher und Stimmen wechseln sich ab in den beiden Stollen der Barform, während sie den Abgesang gemeinsam musizieren.
Beide Rezitative sind secco. Die erste Arie wird von einer obligaten Oboe begleitet. Die beiden ersten Takte des Oboen-Themas sind von der Choralmelodie abgeleitet. Das Ritornell wird nach einem ersten vokalen Abschnitt wiederholt, und ein weiteres Mal nach einem andersartigen zweiten vokalen Abschnitt, in dem Gottes Wirken durch eine Folge von Triolen dargestellt wird. Die zweite Arie als ungewöhnlicher Schluss der Kantate ist aufgebaut wie die erste. Hier übernehmen die Violinen unisono die Begleitung. Bach erreicht es, den erwarteten Schlusschoral anzudeuten, indem er zu den Anfangsworten von Keymanns Choral Meinen Jesum laß ich nicht auch die verzierte Melodie dieses Chorals von Andreas Hammerschmidt einsetzt. Diese Anfangsworte erscheinen wiederholt in vier von fünf Einsätzen der Singstimme.

## Einspielungen
LP / CD
- Les Grandes Cantates de J. S. Bach, Vol. 14. Fritz Werner, Heinrich-Schütz-Chor Heilbronn, Pforzheimer Kammerorchester, Agnes Giebel, Claudia Hellmann, Helmut Krebs, Erich Wenk. Erato, 1963.
- J. S. Bach: Das Kantatenwerk – Sacred Cantatas, Vol. 5. Gustav Leonhardt, Knabenchor Hannover, Leonhardt-Consort, Solist des Knabenchor Hannover, Paul Esswood, Kurt Equiluz, Max van Egmond. Telefunken, 1979.
- Die Bach Kantate, Vol. 55. Helmuth Rilling, Gächinger Kantorei, Bach-Collegium Stuttgart, Arleen Augér, Julia Hamari, Lutz-Michael Harder, Walter Heldwein. Hänssler, 1983.
- Bach Edition Vol. 5 - Cantatas Vol. 2. Pieter Jan Leusink, Holland Boys Choir, Netherlands Bach Collegium, Ruth Holton, Sytse Buwalda, Knut Schoch, Bas Ramselaar. Brilliant Classics, 1999.
- Bach Cantatas Vol. 11: Genova/Greenwich / For the 20th Sunday after Trinity / For the 21st Sunday after Trinity. John Eliot Gardiner, Monteverdi Choir, English Baroque Soloists, Joanne Lunn, William Towers, Paul Agnew, Gotthold Schwarz. Soli Deo Gloria, 2000.
- J. S. Bach: Complete Cantatas, Vol. 18. Ton Koopman, Amsterdam Baroque Orchestra & Choir, Johannette Zomer, Bogna Bartosz, Christoph Prégardien, Klaus Mertens. Antoine Marchand, 2003.
- J. S. Bach: Cantatas for the Complete Liturgical Year, Vol. 1: „Ich will den Kreuzstab gerne tragen“ – Cantatas BWV 98, 180, 56, 55. Sigiswald Kuijken, La Petite Bande, Sophie Karthäuser, Petra Noskaiová, Christoph Genz, Dominik Wörner, BIS, 2004.
- J. S. Bach: Cantatas Vol. 48 - Cantatas from Leipzig 1723. Masaaki Suzuki, Bach Collegium Japan, Hana Blažíková, Robin Blaze, Satoshi Mizukoshi, Peter Kooij. BIS 2010,

DVD
- Was Gott tut, das ist wohlgetan. Kantate BWV 98. Rudolf Lutz, Chor und Orchester der J. S. Bach-Stiftung, Sibylla Rubens (Sopran), Jan Börner (Altus), Daniel Johannsen (Tenor), Markus Volpert (Bass). Samt Einführungsworkshop sowie Reflexion von Tilmann Moser. Gallus Media, 2016.[6]